# Heliconius montanus
Heliconius montanus är en fjärilsart som beskrevs av Osbert Salvin 1871. Heliconius montanus ingår i släktet Heliconius och familjen praktfjärilar. Inga underarter finns listade i Catalogue of Life.